# Костюнино (Щолковський міський округ)
Костю́нино (рос. Костюнино) — присілок у складі Щолковського міського округу Московської області, Росія.
Стара назва — Костюкіно.

## Населення
Населення — 7 осіб (2010; 11 у 2002).
Національний склад (станом на 2002 рік):
- росіяни — 100 %